# Whalley
Whalley is een civil parish in het bestuurlijke gebied Ribble Valley, in het Engelse graafschap Lancashire.

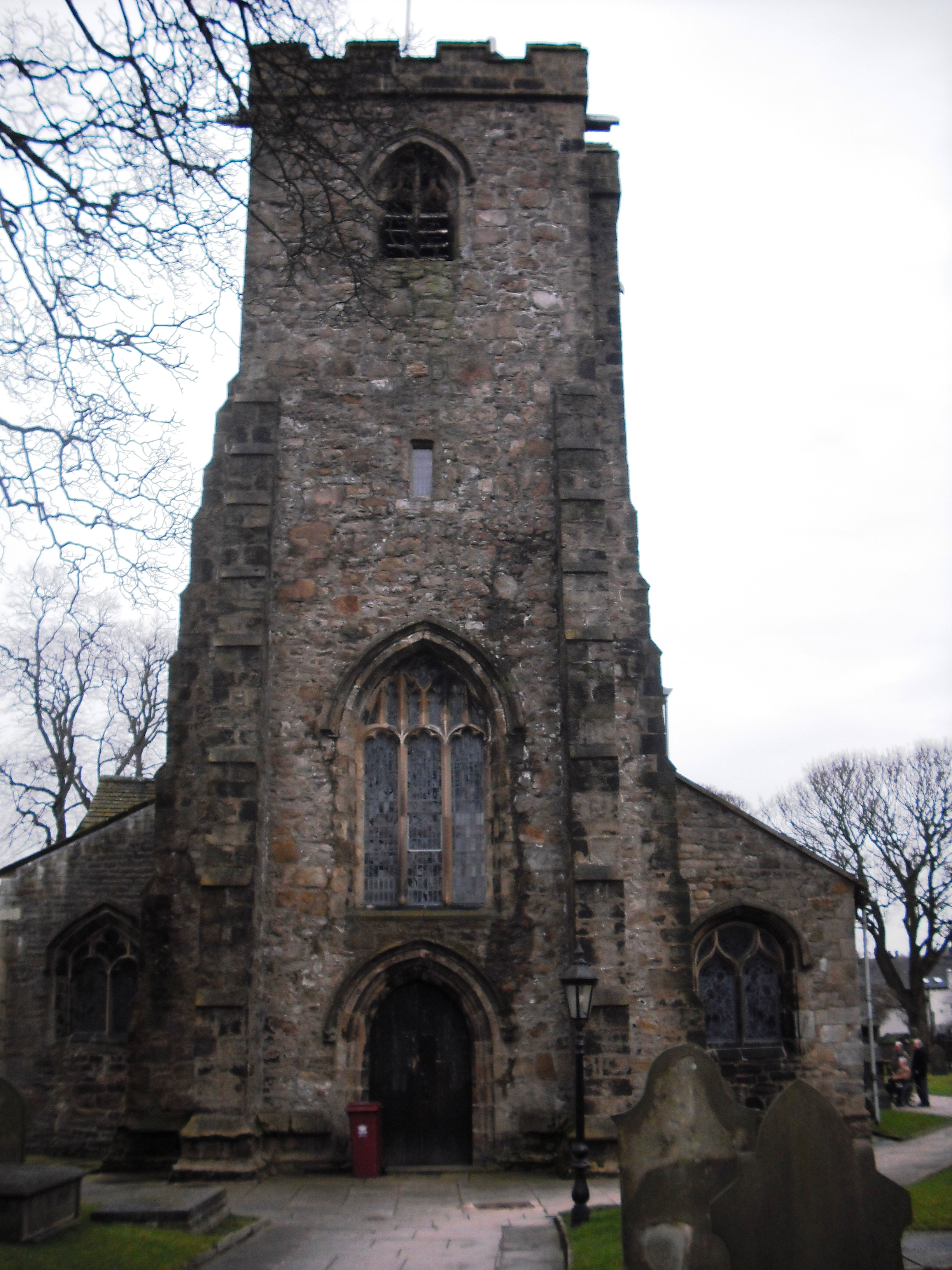
Kerktoren van Whalley
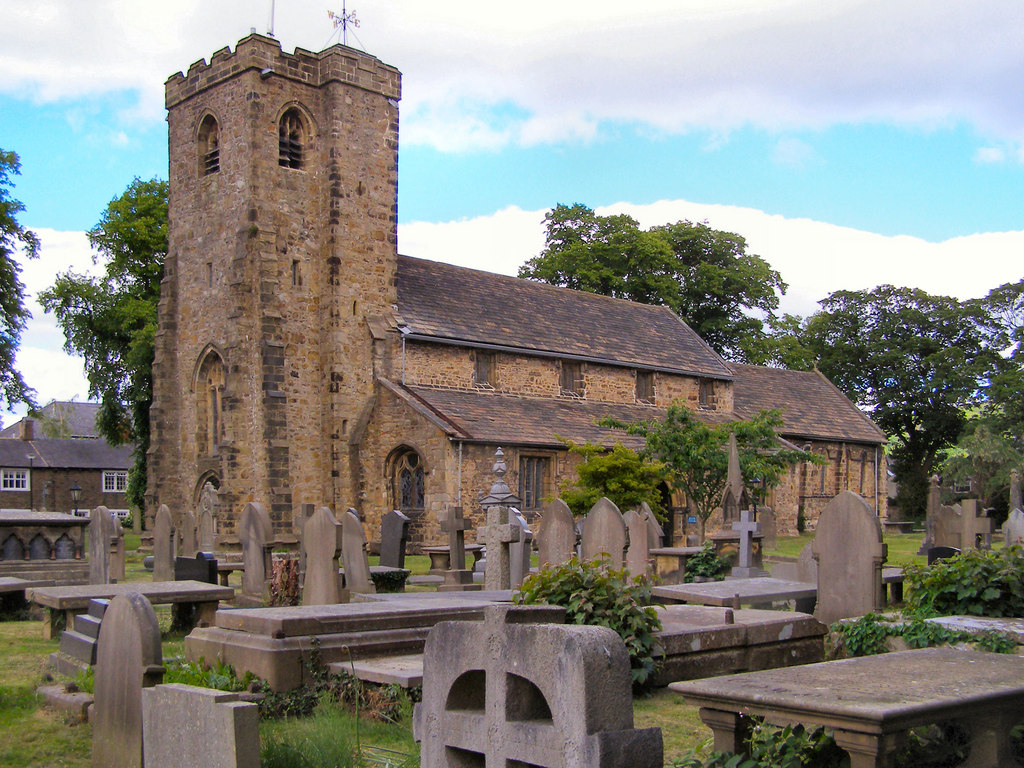
Parochiekerk van St. Mary en alle heiligen